# Ontario-tó
Az Ontario-tó az észak-amerikai Nagy-tavakhoz tartozó öt nagy tó közül a legkisebb, Kanada Ontario tartományától délre, a Niagara-félszigettől és az Egyesült Államok New York tagállamától északra. A világ 14. legnagyobb tava.
Neve a huron ontarí:io szóból ered, amelynek jelentése „nagy tó”. A tóról nevezték el Ontario tartományt.

## Földrajza
A legkeletibb fekvésű a Nagy-tavak közül: a nyugati hosszúság 77,9° és az északi szélesség 43,7°-án terül el. Területe 19 529 km², a legkisebb az öt tó közt, 1639 km³-es víztérfogata azonban jóval meghaladja a nagyobb területű, de sekélyebb Erie-tóét. Az Ontario-tó legnagyobb mélysége 246 méter, az Erie-tón kívül a Huron-tó is sekélyebb nála.
Partvonala 1146 kilométer hosszú. Hossza 311 kilométer, legnagyobb szélessége 85 kilométer.
Vízfelülete 75 méter magasan terül el a tengerszinthez képest. 
A tó mellett fekvő legfontosabb települések: Toronto, Ontario, Rochester.
A belé ömlő legnagyobb vízfolyás a Niagara folyó, amely az Erie-tó vizét szállítja, fő kifolyása a Szent Lőrinc-folyó.